# Пухно Іван Петрович
Йосип Євстахійович Пефтієв (1911 - 1989) — радянський колгоспник, Герой Соціалістичної Праці (1954)

## Життєпис
З 1926 працював учнем столяра лісопильного заводу в м. Сталіно, з 1927 - слюсарем Путилівського заводу, а в 1930—1931 трудився слюсарем на заводі ім. 15-річчя комсомолу України.
У 1931 він відвідує курси трактористів в школі механізації ст.Квашіно Амвросіївського району Донецької області. У 1932 вчиться на курсах механіків у п. Приморський.
У 1937 працює бригадиром комбайнерів в радгоспі «Гірник» Старобешівського району, з 1938 р - помічником бригадира, а потім бригадиром тракторної бригади колгоспу  ім. Шевченка с. Новоселівка Старобешівського району.
У 1941—1945 на фронті у складі 26-й танковій бригаді. Шофер.
Після війни повертається в тракторну бригаду Старобешівської МТС, в колгосп ім. Рози Люксембург с. Мар'янівка. У 1954 році Івану Петровичу було присвоєно звання Героя Соціалістичної Праці з врученням ордена Леніна і Золотої медалі «Серп і молот».
З 1947 по 1971 І. П. Пухно трудився в колгоспі «Зоря» як бригадир тракторної бригади, звідки і пішов на заслужений відпочинок. 

## Нагороди
- Герой Соціалістичної Праці (1954)
- Орден Жовтневої революції, медалі «За трудову доблесть», «Ветеран праці», «За оборону Кавказу», «За перемогу над Німеччиною», «30 років Радянської Армії».